# Aeroportul Internațional Sadiq Abubakar III
Aeroportul Internațional Sadiq Abubakar III (IATA: SKO, ICAO: DNSO) este un aeroport din Bodinga⁠(d), Statul Sokoto, Nigeria ce deservește zona Sokoto. Aeroportul a fost tranzitat în 2021 de 138.024 de pasageri.
Situat la o altitudine de 308 m, aeroportul dispune de o singură pistă.